# 武蔵国司
武蔵国司（むさしこくし）は、武蔵国の国司。武蔵は延喜式の定める大国（たいごく）であるため、守（1名）・介（1名）・掾（大・少、各1名）・目（大・少、各1名）の他に司生（3名）など9名前後を置いた。但し、宝亀6年（775年）には少目2員と増員している。。養老律令の官位令が定める大国の官位相当は守が従五位上、大介が正六位下、大掾が正七位下、少掾が従七位上、大目が従八位上、少目が従八位下である。10世紀末には武蔵国府が衰亡し、令制における国司の実質は廃れたと推定される。

## 歴史

### 平安時代以前から平安時代前期まで
大宝元年（701年）の大宝律令にて天平宝字元年（757年）国司を置くことを定める。武蔵国においては大宝3年（703年）7月に引田祖父が武蔵守に任じられたとする（『続日本紀』）。天平宝字元年（757年）の官位令にて、国司の官位相当が定められる（武蔵国は前述の通り）。9世紀に入ると、国司を在庁官人として支える郡司層や私出挙等で肥大化した富豪層等の在地有力層の台頭が国衙支配を左右し始め、また庸・調等の納税の質の低下や未進が相次ぐなど、律令体制に次第に弛緩と乱れが生じた。とりわけ武蔵国においてもその傾向は顕著に現れた。たとえば 貞観年間に武蔵国司の蔵宗が反乱を起こしたため、当時の朝廷はその鎮圧のために天台宗の僧侶「恵亮」を武蔵国に派遣。貞観3年（861年）には国別に設置される検非違使が武蔵国はとくに各郡別に置かれるほどに乱れていた。
10世紀に入ると、延喜5年（905年） - 延長5年（927年）の延喜式にて国司の細目が規定（康保4年（967年）施行）され更に制度上の整備が進められた。しかし、台頭した地元富豪層は在地の郡司層や土着した前任国司と糾合してさらに国衙支配を動揺させていた。武蔵国では延喜19年（919年）、前権介の源仕（みなもとの つこう）が官物の横領・国府の襲撃を働き、武蔵守・高向利春（たかむこの としはる）を攻めようとした（『扶桑略記』）。このような流れのなかでその後、武蔵国では暫く国守が着任せず、中央から興世王が権守に、源経基が武蔵介にそれぞれ着任していた。彼らは在地の足立郡司で有能かつ有力な国府在庁官人であった武蔵武芝と対立し、下総国で一族と紛争中であった平将門を調停に招く。承平元年（931年） - 天慶元年（938年）、興世王と武芝の和解は成るが、経基は朝廷に非儀を訴えて国衙から逃亡。更に、ようやく国守に着任した百済王貞連と興世王の対立となり、いわゆる平将門の乱に発展し武蔵国府は平将門の配下に置かれ、国司の除目は新皇と自称した将門によって執行された（興世王が引き続き権守）。天慶2年（939年）6月には経基の訴えが朝廷に認められ、武蔵権介となった小野諸興らが押領使に任ぜられ、将門追捕の官符が発せられた。翌940年（天慶3年）に将門は討ち取られて乱は鎮圧された。功賞として下野国押領使・藤原秀郷が従四位下・武蔵守および下野守に任ぜられた（「扶桑略記」）。
この天慶の乱の影響として武蔵など板東諸国は、将門鎮圧に参加した押領使の小野諸興・藤原秀郷・平貞盛等にみられる圧倒的な軍事力を各国衙機構の内に取り込んで国衙支配力が強化されることになった。ついで10世紀後半には国衙支配の強化の一環として国司のうち国守への権限の集中化が進められた。すなわち、徴税権・軍事権を含む一国の権限を一括支配する「受領国司制」が成立した。

### 平安時代中・後期
11世紀に入ると、受領国司は現地に着任せずに「受領国司制」も形骸化し国衙は目代が置かれ留守所と呼ばれるようになり、目代以下の在庁官人に支配権は委ねられるようになった（「在庁官人制」）。その一方、開発田が増加・成長し国衙の公領以外にも私領である荘園が発展し、一元支配的「公地公民制」から複層的支配関係の「荘園公領制」へと変わっていったが、在庁官人制を支えた在庁官人も多くはこの様な開発領主である。武蔵国でも同様に在庁官人制が進展し、前掲の平氏一門出身の秩父氏や小野氏および日奉氏等の在地の有力領主は在庁官人を担う一方で次第に武士化して武士団を生み出した。
12世紀には在庁官人制の進展と共に中央では着任することのなくなった受領国司は名目的な地位と知行得分の権利者を意味する知行国主となり近親者や股肱の配下に国守を任せることも行われ、いわゆる「知行国制」が広まった。康和5年（1103年）には白河上皇の尊勝寺造営費用を寄進の功で藤原行実や源顕俊が武蔵守に任じられたのは、白河院の近臣の源雅俊がこの頃の武蔵国の知行国主であったためと考えられている。
平氏政権では政権確立にこの知行国制を積極的に利用した。その中心人物である平清盛も武蔵国の知行国主であったと推定されている。
また在地では上記のごとく、武蔵国の在庁官人から中世武士団が輩出した。武蔵権守・平将常を祖とする秩父氏は将常の孫・重綱が留守所の総検校職に任ぜられて以来、同職を相伝し武蔵国内の武士団を統率した。また武蔵国多磨郡小野郷（現在の東京都府中市または同多摩市と推定される地域）の小野牧別当出身の小野氏は小野諸興が先述の武蔵権介兼押領使として着任、以後在庁官人として活躍したが、小野義孝は横山氏を称して武蔵七党横山党の祖となった。日野宮神社の社家出身と目される日奉氏は宗守が武蔵権守となり、11世紀以降に在庁官人職を一族で分け持ったが、これも武蔵七党の一つ西党（小川氏・由井氏・細山氏など）の祖となっている。これらの武士団はのちに鎌倉幕府を支える主要な御家人を輩出した。

### 鎌倉時代
源頼朝による鎌倉幕府の成立以後、征夷大将軍・頼朝の関東御分国における知行国主権によって配下の御家人に国守補任への推挙が行われるようになった。
北条氏による支配が確立してからは、相模守となった執権に対して、副執権である連署が武蔵守に任じられるようになり、執権・連署は「両国司」（『沙汰未練書』）と呼ばれた。

## 国司人名

### 武蔵守
※日付＝旧暦 ※在任期間中、「 」内は、史書で在任が確認できる最後の年月日を指す。
- 引田祖父（703年〈大宝3年〉7月任 -）従五位下、『続日本紀』。
- 当麻桜井（708年〈和銅元年〉3月任 - 715年〈霊亀元年〉2月卒）正五位下、『続日本紀』。
- 大神狛麻呂（715年〈霊亀元年〉5月任 - ）正五位上、『続日本紀』。
- 多治比縣守（719年〈養老3年〉7月見）正四位下、『続日本紀』。
- 布施国足（731年〈天平3年〉5月任 - ）従五位上、『続日本紀』。
- 粟田人上（ - 738年〈天平10年〉6月卒）従四位下、『続日本紀』。
- 多治比広足（738年〈天平10年〉8月任 - ）正五位下、『続日本紀』。
- 紀清人（746年〈天平18年〉5月任 - ）従四位下、『続日本紀』。
- 平群広成（752年〈天平勝宝4年〉5月任 - 753年〈天平勝宝5年〉正月卒）従四位上、『続日本紀』。
- 石川麻呂（754年〈天平勝宝6年〉9月任 - ）従四位上、『続日本紀』。
- 高倉福信（756年〈天平勝宝8歳〉 - ）。
- 石川名人（ - 764年〈天平宝字8年〉3月卒）従四位下、『続日本紀』。
- 石川人成（764年〈天平宝字8年〉4月任 - ）正五位上、『続日本紀』。
- 巨勢公成（766年〈天平神護2年〉3月任 - ）従五位下、『続日本紀』。
- 藤原雄田麻呂（768年〈神護景雲2年〉2月見 - ）正五位下、『続日本紀』。
- 高麗（高倉）福信（770年〈宝亀元年〉8月任 - ）造宮卿 従三位、『続日本紀』。
- 藤原浜成（774年〈宝亀5年〉3月任 - ）刑部卿 正四位下、『続日本紀』。
- 笠王（778年〈宝亀9年〉2月任 - ）従五位下、『続日本紀』。
- 石川真守（781年〈天応5年〉5月任 - ）正五位下、『続日本紀』。
- 高倉福信（783年〈延暦2年〉6月 再任 - 785年〈延暦4年〉2月辞）弾正尹 従三位。
- 石川垣守（785年〈延暦4年〉4月任 - ）宮内卿 従四位上、『続日本紀』。
- 阿保人上（786年〈延暦5年〉8月任 - ）従五位上、『続日本紀』。
- 石川豊人（788年〈延暦7年〉任 - ）中宮大夫 従四位上 大蔵卿、『続日本紀』。
- 多治比宇美（791年〈延暦10年〉任 - ）右中弁 正五位下、『続日本紀』。
- 藤原内麻呂（806年〈延暦25年〉1月28日任 - 806年〈延暦25年〉4月18日）従三位中納言、『日本後紀』
- 藤原真夏（807年〈大同2年〉6月20日任 - 807年〈大同2年〉4月26日）従四位下、『公卿補任』。
- 春原五百枝（807年〈大同2年〉8月20日任 - 807年〈大同2年〉8月26日）従四位上、『公卿補任』。
- 安倍鷹野（808年〈大同3年〉7月9日見 - 809年〈大同4年〉2月28日）正五位下、『日本後紀』。
- 礒野王（809年〈大同4年〉3月11日任 - ）従五位下、『日本後紀』
- 吉備泉（810年〈大同5年〉7月16日任 - 814年〈弘仁5年〉閏7月8日）正四位下→正四位上参議、『公卿補任』。
- 中臣智治麻呂（810年〈弘仁元年〉9月任）従五位上、『日本後紀』。
- 坂上鷹養（813年〈弘仁4年〉1月任）正五位下、『日本後紀』。
- 大伴国道（825年〈天長2年〉1月11日 陸奥出羽按察使 兼任 - 826年〈天長3年〉1月21日 転、相模守）従四位上参議、『公卿補任』。
- 藤原綱継（826年〈天長3年〉1月21日任 - 826年〈天長3年〉3月3日転、相模守）従四位上、『公卿補任』。
- 大伴国道（826年〈天長3年〉3月3日 再任 - 826年〈天長3年〉8月28日）従四位上参議、『公卿補任』。
- 石川河主（ - 830年〈天長7年〉12月27日 見）正四位上、『類聚国史』。
- 道野王（836年〈承和3年〉（月欠）任 - ）従四位下、『日本文徳天皇実録』
- 百済王慶仲（839年〈承和6年？〉）従四位下、『続日本後紀』。
- 正道王（840年〈承和7年〉1月30日任 - 841年〈承和8年〉6月11日 卒）従四位下、『続日本後紀』。
- 源信（841年〈承和8年〉7月8日 任 - 842年〈承和9年〉7月 罷）正三位参議、『続日本後紀』。
- 田口佐波主（842年〈承和9年〉8月11日 任）従四位下、『続日本後紀』。
- 林常継（843年〈承和10年〉1月12日任）従五位下、『続日本後紀』。
- 佐伯利世（845年〈承和12年〉1月11日任 - 845年〈承和12年〉8月25日）正五位下
- （権守）丹墀門成（846年〈承和12年〉6月任・846年〈承和13年〉2月より守と為る）従五位下、『続日本後紀』。
- 橘本継（849年〈嘉祥2年〉1月13日任 - ）従五位下、『続日本後紀』。
- 丹墀石雄（850年〈嘉祥3年〉1月13日任 - ）従五位上、『続日本後紀』。
- 文屋笠科（851年〈嘉祥4年〉1月16日任 - 〈斉衡元年〉8月卒）従五位上、『日本文徳天皇実録』。
- 良岑長松（858年〈天安2年〉1月16日任 - ）従五位上、『日本文徳天皇実録』。
- （権守）房世王（858年〈天安2年〉2月5日任 - 858年〈天安2年〉3月8日転、越中守）従四位下、『日本文徳天皇実録』。
- （権守） 平春香（861年〈貞観3年〉2月16日 - ）従五位上、『日本文徳天皇実録』。
- 藤原忠雄（862年〈貞観4年〉1月13日 - ）従五位下、『日本三代実録』。
- （権守） 平有世（864年〈貞観6年〉1月16日 - ）従五位上、『日本三代実録』。
- 橘春成（867年〈貞観9年〉1月12日任 - 同年2月11日罷）従五位上、『日本三代実録』。
- 藤原安棟（872年〈貞観9年〉2月11日任 - ）従五位下、『日本三代実録』。
- 紀安雄（877年〈元慶元年〉（月欠）任 - ）従五位上、『日本三代実録』。
- （権守）弘道王（880年〈元慶4年〉2月見 - ）従五位上、『日本三代実録』。
- （権守）源行有（884年〈元慶8年〉2月見 - 885年〈仁和元年〉1月 罷）従五位上、『日本三代実録』。
- 藤原貞幹（885年〈元慶9年〉1月16日任 - ）従五位上、『日本三代実録』。
- 源長淵（885年〈仁和元年〉2月20日任 - ）従四位上、『日本三代実録』。
- 棟貞王（887年〈仁和3年〉5月13日任 - ）従四位上、『日本三代実録』。
- 藤原邦基（906年〈延喜6年〉8月28日 - 910年〈延喜10年〉2月15日）＊。

＊印『大日本史』「国郡司表」による（以下同じ）。
- 藤原高風（917年〈延喜17年〉1月29日 - ）正五位下[10]。
- 高向利春（918年〈延喜18年〉2月29日 - ）従五位下、＊。
- 藤原利仁（901年 -  923年〈延喜年間〉任）＊。
- 小野隆泰（924年〈延長2年〉 - ）
- 源仕
- 日奉宗頼（932年〈承平2年〉 - ）
- 藤原善方（936年〈承平6年〉見）＊。
- 藤原維幾（936年〈承平6年〉任）＊。
- （権守）興世王（「938年〈天慶元年〉2月 - 940年〈天慶3年〉2月」）＊。
- 百済貞連（939年〈天慶2年〉5月17日任 - ）従五位下、（「類聚符宣抄」『大系本』222頁）。
- 藤原秀郷（940年〈天慶3年〉3月9日任 - ）兼下野守・叙従四位下、＊。
- 平公雅（942年〈天慶5年〉任 - ）＊。
- 藤原敏有
- （権守）源満仲（949年〈天暦3年〉3月 = 『平安遺文』補262に在任記事 ）従五位上。
- 藤原斯生（969年〈安和2年〉3月 見）＊。
- （権守）菅原幹正（993年〈正暦4年〉5月 見）＊。
- 源満政従四位下
- 源満季従四位上
- 菅原修成（995年 - 996年？〈長徳年間〉見）、＊。[11]
- 藤原寧親（996年〈長徳2年〉1月25日 - 999年〈長保元年〉10月19日）従五位下、＊。
- 平行義（1004年〈寛弘元年〉7月 見）、＊。
- 源頼貞（1017年〈寛仁元年〉10月 見）、＊。
- （姓欠）為時（1018年〈寛仁2年〉3月 見）、＊。
- 源頼平
- 藤原惟経（1040年〈長暦4年〉1月25日 - ）
- 菅原是綱（1075年〈承保2年〉5月 見）、＊。
- 藤原長賢（1091年〈寛治5年〉1月28日 - ）
- 藤原成実（1095年〈嘉保2年〉 - 1102年〈康和4年〉7月11日）従五位下
- 藤原行実（1103年〈康和5年〉2月30日任 - 同年8月13日 卒）正四位下、＊。
- 源顕俊（1103年〈康和5年〉11月1日任 - 「1107年〈嘉承2年〉7月24日」）従五位下→正五位下。
- 藤原長賢（1004年〈長治元年〉（月欠） 見）、＊。
- 源義家（1108年〈天仁元年〉8月 見）、＊。
- 高階経敏（1112年〈天永3年〉1月27日 - 1119年〈元永2年〉11月 能登守と為る）、＊。
- （権守） 紀為宗（1116年〈永久4年〉1月 - 「1119年〈元永2年〉5月30日」）従五位下、＊。
- 藤原通基（1127年〈大治2年〉1月 見、 - 1127年〈大治2年〉12月 因幡守と為る）、＊。
- 藤原公信（1127年〈大治2年〉12月7日 - 「1129年〈大治4年〉7月3日」）[12]。
- （権守） 橘盛賢（1129年〈大治4年〉2月17日 - ）従五位下、[13]。
- （権守）橘章友（1129年〈大治4年〉10月 任）、＊。
- 藤原信輔（1135年〈保延元年〉4月 見）、＊。
- （権守）惟宗貞光（1137年〈保延3年〉1月 30日 見）、＊。
- 藤原季行（1142年〈康治元年〉12月30日 任 - 1150年〈久安6年〉7月28日 土佐守と為る）従五位上、＊。
- 藤原信頼（1150年〈久安6年〉7月28日 - 1157年〈保元2年〉8月23日）従五位上→従四位上。
- （権守） 藤原有盛（1153年〈仁平3年〉1月22日 - 1155年〈久寿2年〉10月26日）
- 藤原信説（1157年〈保元2年〉 - ）従五位上
- 藤原（名欠）（1159年〈平治元年〉5月 見、＊。
- 平知盛（1160年〈永暦元年〉2月28日 - 1166年〈仁安元年〉12月 罷）従五位下→正五位下、＊。
- 平知重（1166年〈仁安元年〉12月 任）＊。
- 平知盛（1167年〈仁安2年〉2月11日 - 同年12月30日）従五位下。
- （権守）三善盛俊（1179年〈治承3年〉2月 見）＊。
- 平知度（1180年〈治承4年〉9月 見）＊。
- 平知章（1183年〈寿永2年〉7月 見 - 同年8月6日）従五位上[14]。
- 一条忠頼（1184年〈寿永3年〉6月 見＊、1184年〈元暦元年〉6月16日、源頼朝の命にて殺さる、『吾妻鏡』）。
- 平賀義信(1184年〈元暦元年〉6月20日 任 - 1195年〈建久6年〉）従五位下、＊。
- 足利義兼
- 平賀惟義正四位下
- 平賀朝雅従五位上
- 足利義氏
- 北条時房（1210年〈承元4年〉>1月14日 - 1217年〈建保5年〉12月12日）従五位下
- 大江親広（1217年？～1219年〈承久元年〉）
- 北条泰時（1219年〈承久元年〉11月13日 - 1238年〈暦仁元年〉4月6日）従五位上→従四位上
- 北条朝直（1238年〈暦仁元年〉4月6日 - 1243年〈寛元元年〉7月8日）従五位上→正五位下
- 北条経時（1243年〈寛元元年〉>7月8日 - 1246年〈寛元4年〉4月19日）正五位下
- 北条朝直（1246年〈寛元4年〉4月15日 - 1256年〈康元元年〉7月20日）正五位下
- （権守）北条時広（1247年〈宝治元年〉3月6日 - 1258年〈正嘉2年〉1月13日）従五位下
- 北条長時（1256年〈康元元年〉7月20日 - 1264年〈文永元年〉7月3日）従五位下→従五位上
- 北条宣時（1267年〈文永4年〉6月23日 - 1273年〈文永10年〉7月1日）従五位下
- 北条義政（1273年〈文永10年〉7月1日 - 1277年〈建治3年〉4月4日）従五位下
- 北条宗政（1277年〈建治3年〉6月17日 - 1281年〈弘安4年〉8月9日）従五位下
- 北条時村（1282年〈弘安5年〉8月23日 - 1304年〈嘉元2年〉6月6日）従五位下→従四位下
- 北条久時（1304年〈嘉元2年〉6月6日 - 1307年〈徳治2年〉2月9日）従五位上→正五位下
- 北条煕時（1307年〈徳治2年〉2月9日 - 1311年〈応長元年〉10月24日）正五位下
- 北条貞顕（1311年〈応長元年〉10月24日 - 1319年〈元応元年〉2月）正五位下→従四位下
- 北条守時（1319年〈元応元年〉2月18日 - 1326年〈嘉暦元年〉8月）正五位下
- 北条貞将（1326年〈嘉暦元年〉9月4日 - 1333年〈正慶2／元弘3年〉5月22日）従五位下か？
- 足利尊氏（1333年〈正慶2／元弘3年〉8月5日 - 1334年〈建武元年〉9月4日）正三位
- （権守）高師直従五位下
- 細川頼之（1368年〈応安元／正平23年〉4月5日 - 1379年〈康暦元／天授5年〉閏4月14日）従五位下
- 新田義宗
- 新田貞方
- 細川勝元（1449年〈文安6年〉4月14日 - ）従五位下
- 細川高国（1521年〈大永元年〉11月12日 - 1525年〈大永5年〉4月21日）従五位下
- 葛西宗清
- 森長可従五位下（受領名か?）

### 武蔵介
- 三嶋廬原（759年〈天平宝字3年〉7月3日 - ）従五位下、『続日本紀』。
- 高麗大山（761年〈天平宝字5年〉10月1日 - ）従五位下、『続日本紀』。
- 藤原雄田麻呂（767年〈神護景雲元年〉2月28日 - ）正五位下、『続日本紀』。
- 弓削御浄廣方（768年〈神護景雲2年〉4月12日 - ）従五位下、『続日本紀』。
- 安倍浄目（770年宝亀元年8月任（員外介）、772年〈宝亀3年〉4月20日介と為る）従五位下、『続日本紀』。
- 多治比乙兄（771年〈宝亀2年〉7月任（員外介）、同8月遠江介。）従五位下、『続日本紀』。
- 佐伯藤麻呂（772年〈宝亀3年〉4月20日（員外介）、 同年5月讃岐介と為る。）従五位下、『続日本紀』。
- 布施清直（〈宝亀5年〉3月任）従五位下、『続日本紀』。
- 高麗石麻呂（778年〈宝亀9年〉2月4日 - ）従五位下、『続日本紀』。
- 巨勢池長（781年〈天応元年〉5月任）従五位下、『続日本紀』。
- 建部人上（782年〈延暦元年〉6月20日 - ）従五位下、『続日本紀』。
- 紀楫人（786年〈延暦5年〉8月任）従五位下、『続日本紀』。
- 都努筑紫麻呂（790年〈延暦9年〉3月10日 - ）従五位下、『続日本紀』。
- 甘南備清野（794年〈延暦13年〉月欠、見）官位欠、『続日本後紀』。
- 藤原道雄（794年〈延暦17年〉2月任 - 796年〈延暦19年〉1月、阿波守と為る）官位欠、『続日本後紀』。
- 桑田甘南備（806年〈大同元年〉1月任）、従五位下、『日本後紀』。
- 多入鹿（806年〈大同元年〉4月任（権介）、807年〈大同2年〉7月尾張守に転ず）従五位下『日本後紀』。
- 大伴和武多麻呂（810年〈弘仁元年〉9月任（権介））従五位上、『日本後紀』。
- 藤原賀祐麻呂（811年〈弘仁2年〉5月任）従五位下、『日本後紀』。
- 平春香（860年〈貞観2年〉1月16日 - 861年〈貞観3年〉2月16日）従五位上、『日本三代実録』。
- 高向利春（911年〈延喜11年〉 - 918年〈延喜18年〉2月、→『大日本史-國郡司表』）
- 源経基（「938年〈天慶元年〉2月から将門記所載 - 940年〈天慶3年〉1月9日」、『日本紀略』所載）六位→従五位下
- 藤原真枝
- 平忠頼

### 武蔵掾
- 安曇三國（755年〈天平勝宝7歳〉2月 見）
- （少掾）林連廣山（768年〈神護慶雲2年〉6月 任）
- （権大掾）藤原直行（883年〈元慶7年〉正月 見）正六位上
- （少掾）高向利春（910年〈延喜10年〉9月 任、→『大日本史-國郡司表』）
- （掾）源満仲（ - 997年〈長徳3年〉 卒）
- （権掾）源満季（ - 938年〈天慶元年〉 卒）
- （権大掾）播美相奉（996年〈長徳2年〉 任）
- （権少掾）佐伯得信（996年〈長徳2年〉 任）
- （少掾）藤井元國（1105年〈長治2年〉 任）
- （大掾）平助久（1120年〈保安元年〉 任）
- （少掾）藤原盛長（1142年〈康治元年〉正月 任）
- （少掾）中原清兼（1147年〈久安3年〉正月 任）
- （大掾）紀眞安（1176年〈安元2年〉正月 任）
- （少掾？）中原時正（1176年〈安元2年〉正月 任）
- （大掾）平成清（1178年〈治承2年〉正月 任）
- （掾）秦末弘（1180年〈治承4年〉正月 任）

## 武家官位としての武蔵守
- 織田信吉従五位下
- 池田輝政従四位下